# 青山オフィス
株式会社青山オフィス (あおやまオフィス、Aoyama Office) は、東京都渋谷区に本社を置く、日本の労働大臣許可モデル紹介業者、芸能事務所である。
厚生労働大臣許可事業所番号13-07-ユ-0083。
一般社団法人日本モデルエージェンシー協会正規会員。

## 概要
日本のバブル時代が興隆する直前の1983年に創業して以来、ファッション雑誌のレギュラーモデルを多数輩出してきた実績を持つ。 出発点のモデルエージェンシー業から、コマーシャルフィルム、テレビ、舞台に関するプロモート他、多方面へ展開するようになった。若手の学業との両立問題など、在籍者の個別状況に柔軟に対応しながらエージェント業務を行っている。 スタッフについても少数精鋭制であり、低コスト体質を確立している。

## 主な所属モデル・俳優・タレント
女性(50音順)
- 秋谷晴子
- 市来笑理
- えつこ
- 駒木菜穂
- 仲田真奈美
- ナナ
- 松隈菜月
- Mica
- 美紀

男性(50音順)
- 石山慶
- 大谷海仁
- 小日向大輔
- 寺岡哲
- 中井信之
- 浜岡聖樹
- 松下昭彦
- 水野順
- 森田晋平

ユニット(50音順)

## 過去に在籍歴の有る主な芸能人
- 唐沢寿明
- 田辺誠一
- マーク・パンサー
- 伊原剛志
- 北川香織

## 所属団体
- 一般社団法人日本モデルエージェンシー協会